# Édouard Ier Farnèse
Pour les articles homonymes, voir Édouard Farnèse.
Édouard Farnèse, né le  28 avril 1612 à Parme et mort le 11 septembre 1646 à Plaisance fut le cinquième duc de Parme et Plaisance et duc de Castro (1622-1646).

## Biographie
Édouard (Odoardo en italien) est le seul garçon légitime de Ranuce Ier Farnèse et de Marguerite Aldobrandini. Après l'enfermement du fils naturel de Ranuce, Octave, dans la prison de la Rocchetta, Édouard est amené à régner sous la régence de son oncle, le cardinal Édouard Farnèse, puis à sa mort, en 1626, sous la régence de sa mère.
À l'âge de 16 ans, en 1628, il acquiert les pleins pouvoirs ducaux et épouse Marguerite de Médicis, alors âgée de 15 ans, fille du grand-duc de Toscane Cosme II de Médicis. Son premier acte politique comme duc est une alliance avec la France de Richelieu (1633) pour s'opposer à la domination de l'Espagne dans le nord de l'Italie et pour satisfaire son désir de se comparer avec son grand-père Alexandre Farnèse. Le duc a une armée de 6 000 fantassins et pour l'entretenir, il oblige ses sujets à de fortes privations. Il s'endette auprès de banquiers et marchands. Malgré les dépenses répétées, sa première campagne est un échec: Plaisance est occupée par les troupes espagnoles et ses troupes sont mises en déroute par François Ier d'Este. Le duc se précipite alors en France mais il ne reçoit pas l'aide escomptée, ainsi, en 1637, le pape Urbain VIII le convainc de signer un traité de paix avec l'Espagne qui, l'alliance avec la France terminée, aurait évacuée Plaisance.
Pour payer les dettes contractées pour la guerre, Urbain VIII concède à Édouard d'émettre des titres de prêt par les Monts Farnésien, qui sont garantis par les rentes du duché de Castro. Ainsi, quelque temps après, la famille Barberini dont le pape est issu, par des manœuvres, tente de prendre possession du duché de Castro. Édouard, qui n'a pas l'intention de le céder, fait des travaux de fortification de ses places fortes. Cette manœuvre irrite le pape qui en 1641 envahit le duché et excommunie le duc. Pour toutes ripostes, Édouard s'allie avec Venise, Florence et Modène et il envahit les états pontificaux avec 7 000 fantassins. Cependant son armée est détruite et le 31 mars 1644, grâce à la médiation du cardinal Mazarin, successeur de Richelieu, il signe la paix avec le pape qui lui restitue Castro et le réadmet dans l'Église.
Édouard meurt à Plaisance le 11 septembre 1646 à 34 ans, quelques semaines après sa sœur Maria, duchesse de Modène, et sa mère Marguerite Aldobrandini.

## Mariage et fils
Édouard Farnèse épouse Marguerite de Médicis (1612-1679) le 11 octobre 1628. De leur union naissent :
- Ranuce (1630–1694) marié en 1660 à Marguerite-Yolande de Savoie (1635-1660), en 1664 à Isabelle d'Este (1635-1666) puis en 1668 à Maria d'Este (1644-1684) ;
- Alexandre (Alessandro) (1635-1689), gouverneur pour le compte des Habsbourg des Pays-Bas espagnols de 1680 à 1682 ;
- Horace (Orazio) (1636-1656) ;
- Catherine (Caterina) (it) (1637-1684), carmélite ;
- Pierre (Pietro) (1639-1677).

## Sources
- (it) Cet article est partiellement ou en totalité issu de l’article de Wikipédia en italien intitulé « Odoardo I Farnese » (voir la liste des auteurs).